# قادر نيلسون
قادِر نيلسون (بالإنجليزية: Kadir Nelson)‏ هو كاتب للأطفال ومصمم جرافيك أمريكي، ولد في 15 مايو 1974 في واشنطن العاصمة في الولايات المتحدة.

## وصلات خارجية
- الموقع الرسمي
- قادر نيلسون على موقع IMDb (الإنجليزية)